# Août 1850

## Événements

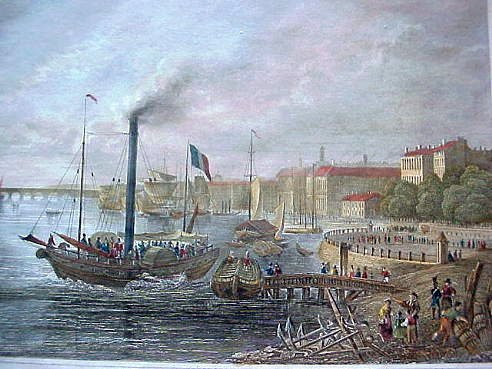
Les quais de Bordeaux en 1850

- Création du British Government’ Australian Colonies Act. Cinq Colonies (Nouvelle-Galles du Sud, Tasmanie, Australie-Méridionale, Victoria, Queensland) reçoivent un début d’autonomie.

- 2 août : signature du protocole de Londres, qui garantit l’intégrité du Danemark, qui obtient de la Suède et des grandes puissances, par souci de stabilité en Europe, qu’elles mettent fin à l’influence allemande dans les duchés.
- 16 août: Édouard Réveil, maire de Lyon, accueille Louis Napoléon Bonaparte, président de la République.
- 18 août : mort d'Honoré de Balzac à Paris, rue Fortunée, devenue la rue Balzac, où se trouve le cinéma Le Balzac.
- 21 août : obsèques d'Honoré de Balzac en l'église Saint-Philippe-du-Roule à Paris.
- 26 août : mort en exil de Louis-Philippe Ier. Les monarchistes échouent à se réunir entre orléanistes (Guizot, Adolphe Thiers) et légitimistes (Falloux, Berryer).

## Naissances
- 2 août : Adrien de Witte, peintre et graveur belge († 25 juin 1935).
- 5 août : Guy de Maupassant, écrivain français († 1893).
- 11 août : Albert Adamkiewicz, médecin germano-polonais († 31 octobre 1921).
- 13 août : Andrea Carlo Ferrari, cardinal italien, archevêque de Milan († 2 février 1921).
- 14 août : W. W. Rouse Ball (mort en 1925), mathématicien anglais.
- 15 août : Jacob Theodor Klein (mort en 1759), naturaliste allemand.

## Décès
- 17 août : José de San Martín, libérateur du Chili, de l'Argentine et du Pérou
- 18 août : Honoré de Balzac, romancier français.